# Барсалунес
Барсалун́ес (Барселонес; кат. Barcelonès, ісп. Barcelonés) — район (кумарка) в Каталонії. Адміністративний центр — місто Барселона. На півночі межує з районами Бальєс-Уксідантал, Бальєс-Уріантал, на сході з районом Марезма, на південному заході з районом Баш-Любрагат.

## Муніципалітети та їхнє населення
|  | Муніципалітет            | Населення |
|  | ------------------------ | --------- |
|  | Барселона                | 1 595 110 |
|  | л'Успіталет-да-Любрагат  | 251 848   |
|  | Бадалона                 | 216 201   |
|  | Санта-Кулома-да-Ґраманет | 118 129   |
|  | Сант-Адріа-да-Базос      | 32 940    |